# Dietmannsried
Dietmannsried é um município da Alemanha, situado no distrito de Oberallgäu, no estado da Baviera. Tem 53,67 km² de área, e sua população em 2019 foi estimada em 8.260 habitantes.